# Nameonna

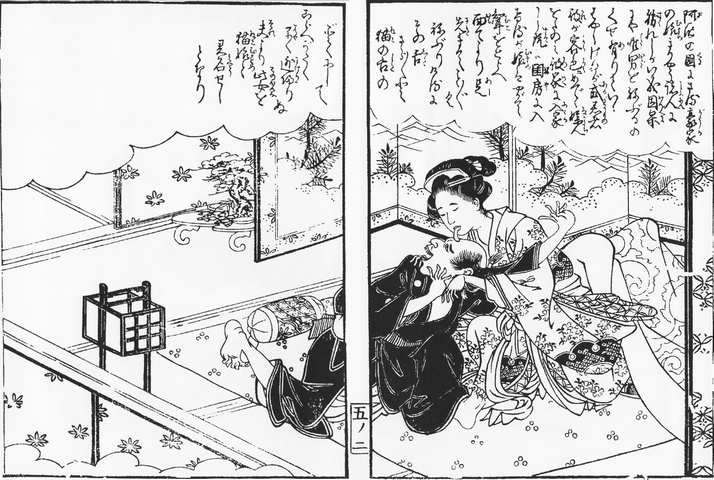
Illustration d'une Nameonna.

 (juillet 2022).
Si vous disposez d'ouvrages ou d'articles de référence ou si vous connaissez des sites web de qualité traitant du thème abordé ici, merci de compléter l'article en donnant les références utiles à sa vérifiabilité et en les liant à la section « Notes et références ».
Nameonna (嘗女, nameonna, litt. femme lécheuse) est un yōkai du folklore japonais aussi appelé Nekomusume (猫娘, nekomusume, litt. fille chat). Il s'agit de l'esprit d'une femme qui léchait ses amants.